# Loi de 1992 sur le transport des marchandises dangereuses
La Loi de 1992 sur le transport des marchandises dangereuses est une loi canadienne sur le transport des marchandises dangereuses au pays. Elle est une "Loi visant à accroître la sécurité publique en matière de transport des marchandises dangereuses" selon l'introduction.

## Indications de danger lors du transport

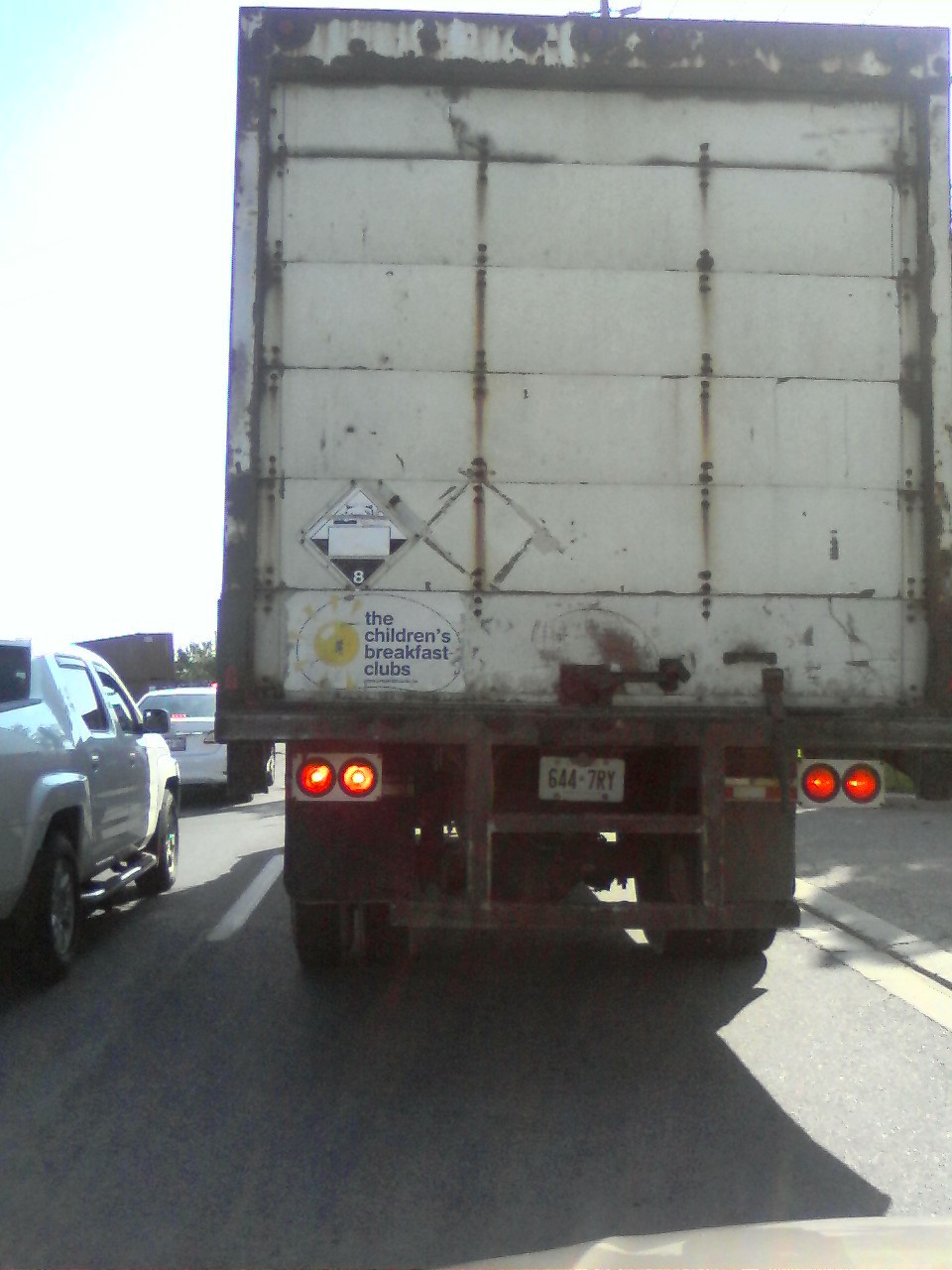
Camion avec l'indication de danger de classe 8, en bas à gauche. Prise en Ontario. Il y a un rectangle pour le numéro de l'ONU pour les matières dangereuses, mais ils sont absents.

Selon la partie 4 de cette loi, les marchandises dangereuses doivent porter des indications de danger lorsqu’elles sont destinées à être transportées. Ces indications prennent la forme d'étiquettes ou de plaques en forme de losange. Ces indications indiquent au moyen d’une couleur, d’un numéro ou d’un symbole, le degré ainsi que la nature du danger lié aux marchandises dangereuses.
Les indications de danger ci-dessous sont utilisées au Canada, et aussi aux États-Unis et au Mexique. Les indications sont en anglais seulement; voir le guide Canutec de Transports Canada au « http://www.tc.gc.ca/media/documents/canutec-fra/GMU2012.pdf »(Archive.org • Wikiwix • Archive.is • Google • Que faire ?) (consulté le 4 novembre 2013).

Indications de danger de classe 1, explosifs (indications du système HAZMAT américain)
classe 1, explosifs
classe 1.1, explosifs
classe 1.2, explosifs
classe 1.3, explosifs
classe 1.4, explosifs
classe 1.5, agents de sautage
classe 1.6, explosifs

Indications de danger de classe 2, gazes (indications du système HAZMAT américain)
classe 2.1, gaz inflammable
classe 2.2, gaz non inflammable
classe 2.3, gaz toxique
classe 2.2, oxygène (alternatif pour la classe 2.2)
classe 2.3, risque d'inhalation
Exemple qui incorpore un numéro de l'ONU pour les matières dangereuses couramment utilisée. Ici, 1977 pour de l'azote.

Indications de danger de classe 3, liquides inflammables (indications du système HAZMAT américain)
classe 3, liquide inflammable
classe 3, liquide combustible (alternatif)
classe 3, mazout (alternatif)
classe 3, essence (alternatif)

Indications de danger de classe 4, solides inflammables (indications du système HAZMAT américain)
classe 4.1, solides inflammables
classe 4.2, solides spontanément combustibles
classe 4.3, dangereux lorsqu'ils sont mouillés

Indications de danger de classe 5, agents oxydants et peroxydes organiques (indications du système HAZMAT américain)
classe 5.1, agents oxydants
classe 5.2, Peroxyde organique oxydant

Indications de danger de classe 6, substances toxiques et infectieuses (indications du système HAZMAT américain)
classe 6.1, poisons
classe 6.2, biohazard (substances infectieuses)

Indications de danger de classe 7, matières radioactives (indications du système HAZMAT américain)
matières radioactives

Indications de danger de classe 8, matières corrosives (indications du système HAZMAT américain)
matières corrosives

Indications de danger de classe 9, substances diverses (indications du système HAZMAT américain)
substances diverses (Les substances dangereuses qui n'entrent pas dans les autres catégories (amiante, gonfleurs de coussins d'air, radeaux auto-gonflabes, glace sèche).